# John Macdonald (psychiatre)
Pour les articles homonymes, voir John Macdonald et Macdonald.
John Marshall Macdonald (né le 7 novembre 1920 à Dunedin,  – 16 décembre 2007) est un psychiatre et essayiste néozélandais. Il est connu pour sa théorisation de la triade Macdonald, des traits sociopathes et des descriptions concernant les tueurs en série. Il est l'auteur d'ouvrages dans ce domaine.